# Flyghaveriet vid Glamsjö 1955

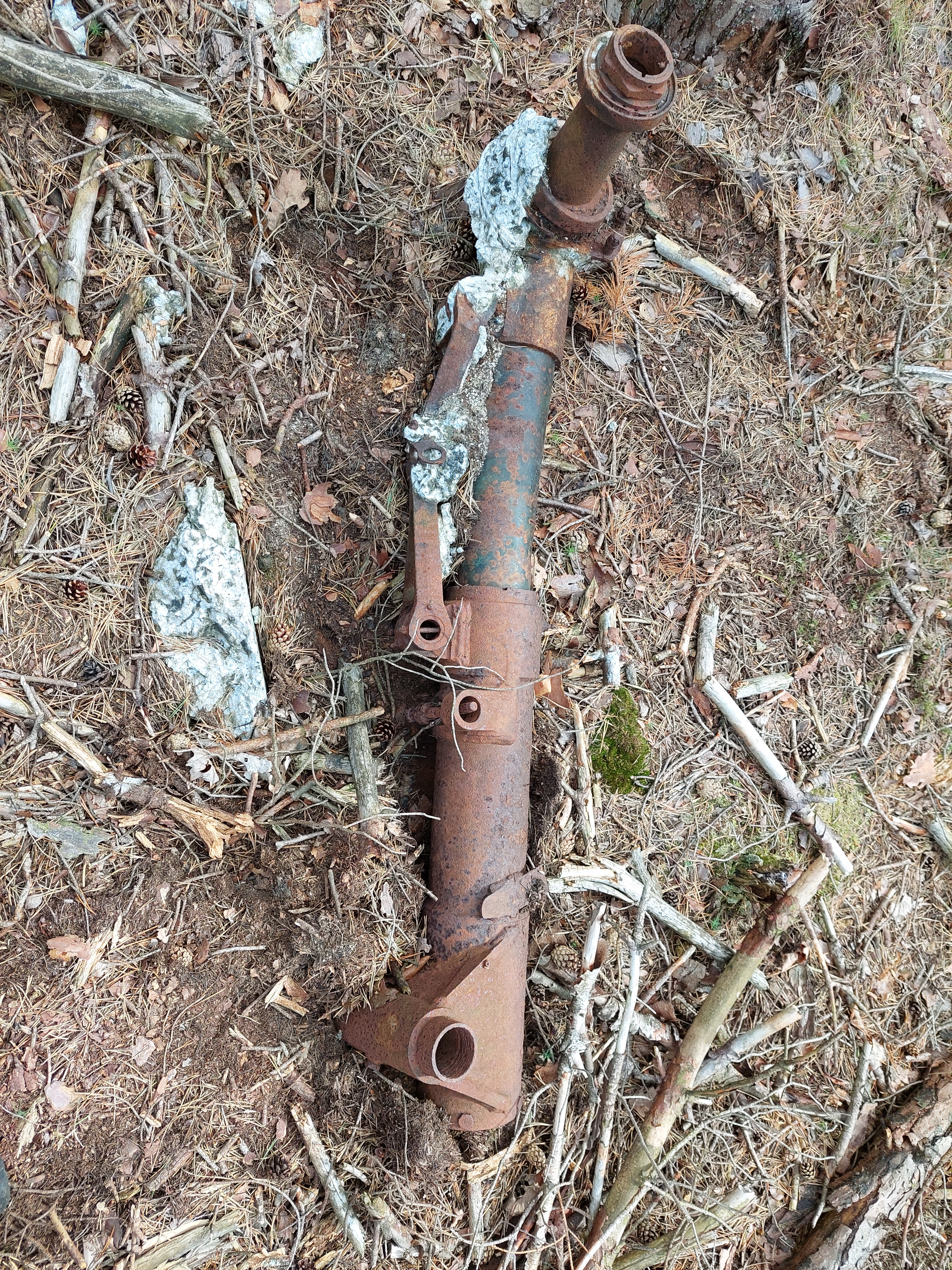
Huvudhjulställ funnet nära nedslagsplatsen för flygplan 29117.

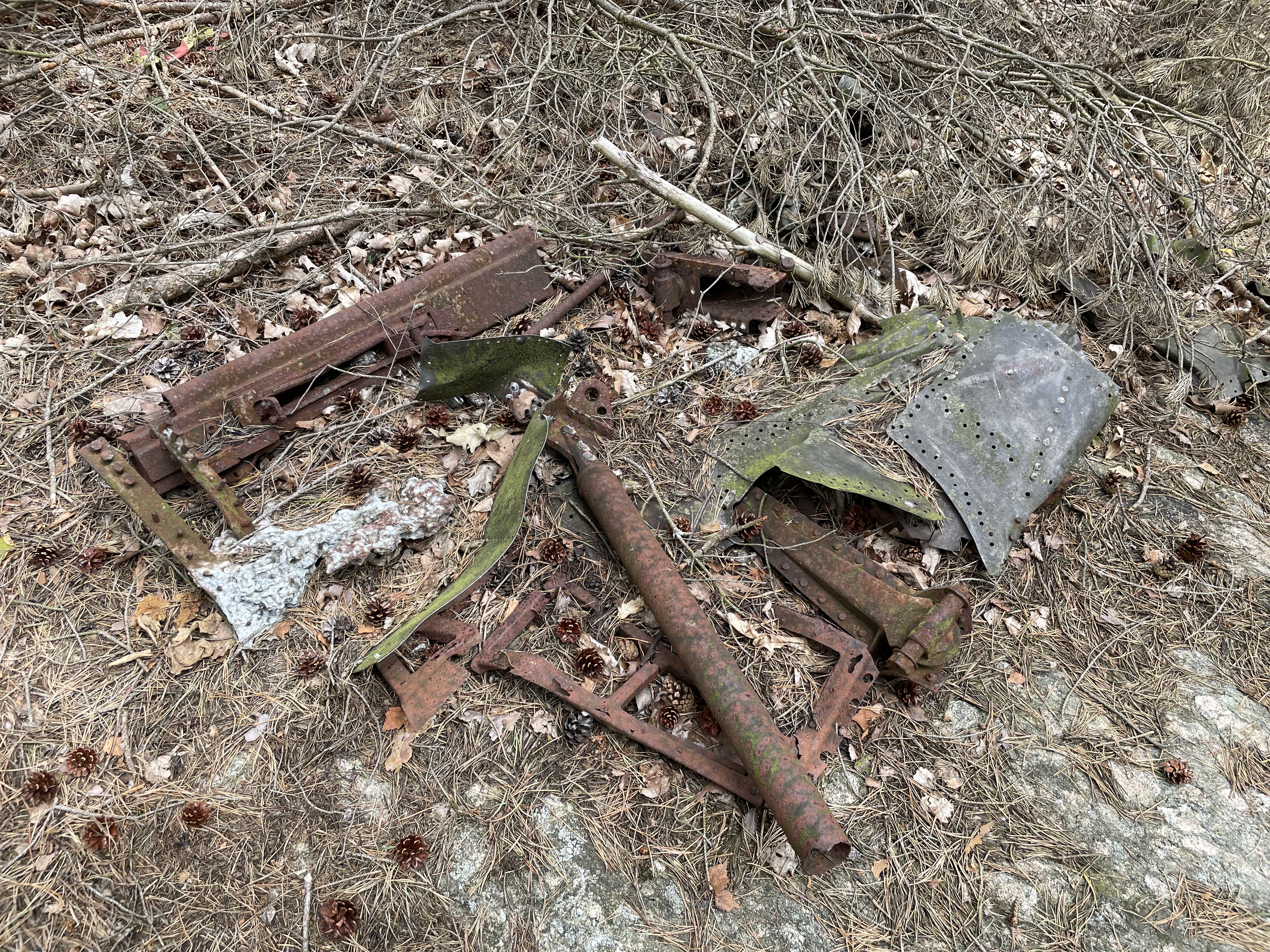
Diverse vrakdelar funna nära nedslagsplatsen för flygplan 29117.

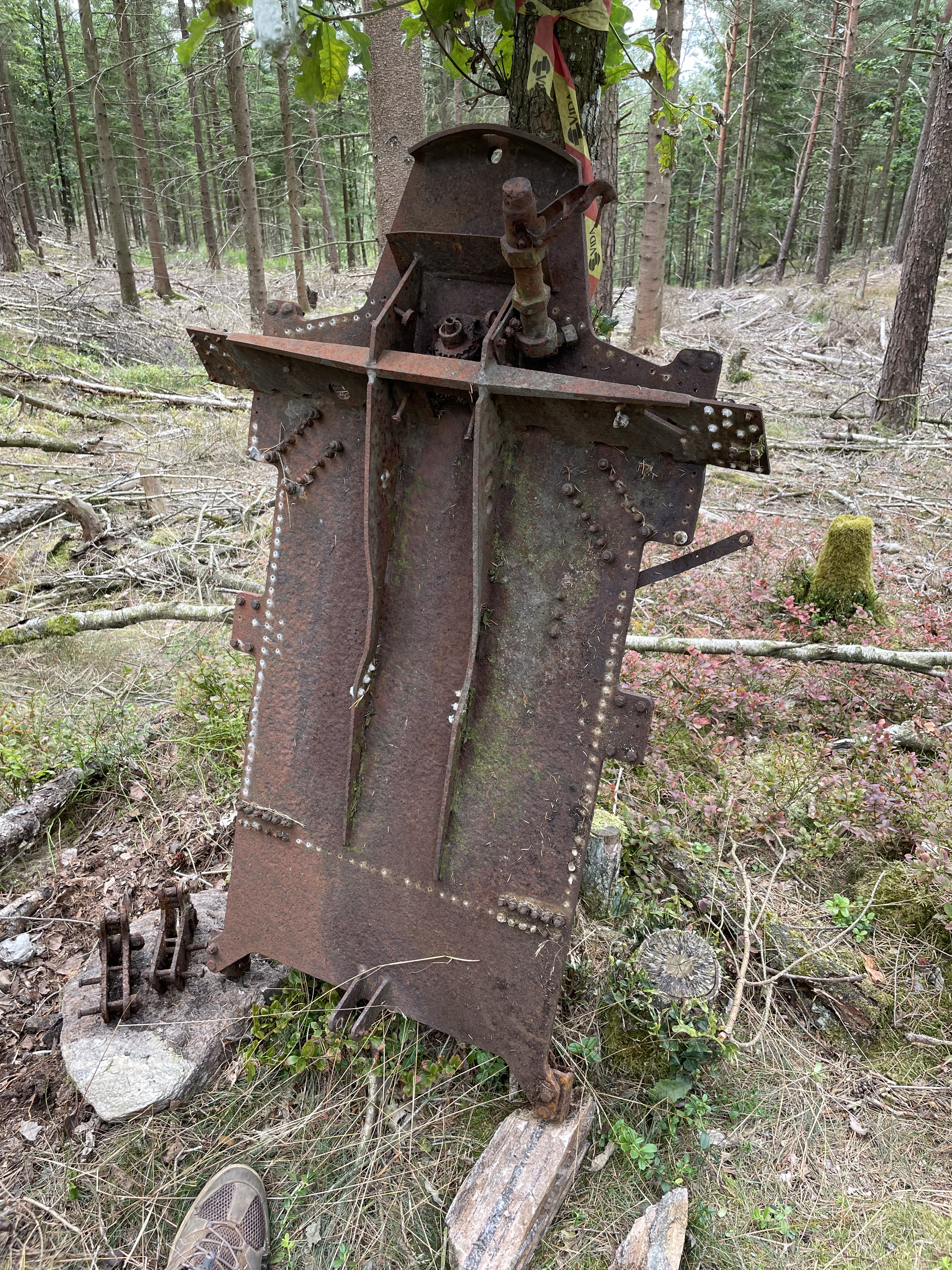
Ryggpansar (baksida) funnet nära nedslagsplatsen för flygplan 29117.

Flyghaveriet vid Glamsjö 1955 inträffade under en övning den 21 augusti 1955 omkring två på eftermiddagen då två Saab 29 Tunnan kolliderade i luften i närheten av Glamsjö i Halland. Båda förarna omkom och deras flygplan med registreringsnummer 29117 respektive 29121 från tredje jaktdivisionen vid F 13 Bråvalla totalhavererade över land . Till minne av händelsen finns ett järnkors  rest i området där föraren av flygplan 29121 återfanns.
I området kring nedslagsplatsen för flygplanen finns åtskilliga vrakdelar kvar i terrängen.